# Antoni Téllez i Solà
Antoni Téllez i Solà (Tarragona, 18 de gener de 1921 - Perpinyà, 26 de març de 2005) fou un periodista català i historiador de referència de la lluita armada antifranquista.

## Biografia
Fill d'una família humil, el seu pare Martí era ferroviari i va ser destinat després del seu naixement a la població asturiana de Solo del Rey, la Revolució d'Astúries de 1934 el va marcar profundament. Traslladada de nou la família a Lleida, el 1936, amb 16 anys i fent d'aprenent de fuster, s'afilià a les Joventuts Llibertàries i s'involucrà, un any després en esclatar la Guerra Civil espanyola, en la lluita contra el feixisme allistant-se a l'Exèrcit Popular de la República i formant part de la generació d'alevins que va fer la guerra al costat del moviment anarquista en l'anomenada Lleva del Biberó. Va lluitar en diversos front fins al febrer de 1939, en què es va veure obligat a travessar la frontera essent internat al camp de Sètfonts per les autoritats franceses, amb tan sols 18 anys, on va passar més d'un any. El 13 de febrer de 1940 va aconseguir la llibertat de l'única manera que era possible en aquell moment: amb un contracte de treball. Va anar a treballar a Lanamesa, a la construcció d’una fàbrica de pólvora que havia de cobrir les necessitats bèl·liques de l'exèrcit francès en la guerra contra l'Alemanya nazi.
Durant la Segona Guerra Mundial, es va incorporar a la guerrilla dels maquisards amb altres coneguts membres del moviment llibertari com Cipriano Mera i Juan Manuel Molina Mateo, i participà amb l'exèrcit francès lliure en l'alliberament de Rodès.

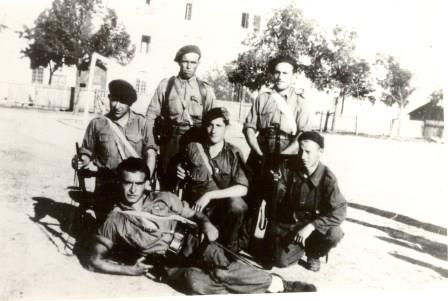
Téllez (en primer terme) el 1944

L'octubre de 1944, Téllez va participar en la incursió guerrillera realitzada a la Vall d'Aran, una de les primeres accions del maquis republicà contra el règim de Franco.
El juliol de 1947 va ser convidat a participar en el Festival Mundial de la Joventut, a Praga, i després va visitar Iugoslàvia i va publicar les cròniques d’aquest viatge al setmanari Ruta (números 117 a 120).
Consolidat el règim franquista a Espanya, Téllez, com a coneixedor del moviment guerriller i llibertari en el qual va participar, va dedicar la seva vida a rescatar de l'oblit de la memòria històrica la vida d'aquells homes que, amb tot ja perdut, mai no es van donar per vençuts. Gràcies a l'amistat que l'unia amb bona part dels guerrillers llibertaris catalans, va poder anar acumulant dades, històries, noms i accions.
Així, doncs, a la vegada que es guanyava les garrofes treballant com periodista a l'Agence France-Presse (AFP), el 1954 va començar a escriure els seus coneguts llibres i relats sobre la guerrilla urbana, la guerrilla antifranquista gallega i biografies de resistents al règim de Franco com Quico Sabaté, Josep Lluís i Facerias o Francisco Ponzán, que van ser traduïts i editats a l'estranger.
El juliol de 1978 va recuperar la ciutadania espanyola i va poder viatjar per primer cop de forma legal a l'Estat espanyol, on es va poder retrobar amb familiars i companys que feia molts anys que no veia. Va viure durant uns anys a Barcelona, fins que el 1986 es va jubilar de l'AFP i va tornar a l'exili francès, des d'on va continuar la tasca de recerca històrica, primer des de Ceret i després des de Perpinyà.
Antoni Téllez va morir a casa, al carrer de les Cigales, a Perpinyà, amb 84 anys, el 26 de març de 2005. Li van sobreviure la seva companya, Harmonía Olga Pérez Barberán, i un fill. Estava a punt de publicar el seu darrer llibre, una biografia del guerriller aragonès Agustín Remiro, destacat membre de la xarxa Pat O'Leary, la famosa xarxa d'evasió dirigida per Francisco Ponzán. El llegat de Téllez, tota la documentació que va anar acumulant al llarg de la seva vida, va ser donat a l'Institut Internacional d'Història Social d’Amsterdam.

## Obra literària
- Facerias Guerrilla urbana (1939-1957). La lucha antifranquista del Movimiento Libertario en España y en el exilio.
- Sabaté. Guerrilla urbana en España (1945-1960), 1992, ISBN 978-84-604-1861-0
- La lucha del movimiento libertario contra el franquismo, 1991.
- Historia de un atentado aéreo contra el General Franco, 1993, ISBN 978-84-88455-07-9
- El MIL i Puig Antich, 2006, ISBN 978-84-96044-77-7
- La red de evasión del Grupo Ponzán. Anarquistas en la guerra secreta contra el franquismo y el nazismo (1936-1944), 1996, ISBN 978-84-88455-29-1
- A guerrilla antifranquista de Mario de Langullo, O Pinche
- Apuntes sobre Antonio García Lamolla y otros andares
- Agustín Remiro: de la guerrilla confederal a los servicios secretos británicos
- Recuerdo
- Álbum de dessins en couleurs (1948)
- 30 años de Ruta en el exilio (historia de FIJL de 1945 a 1974)
- Atalaya, Notas para un eventual esbozo biográfico de José Garcia Tella
- Acción Directa (Action Directe) (1979-2004)
- Tinieblas y sangre (abril de 1949 - julio de 1952)
- Diccionario biográfico de la clandestinidad en España: 1936-1975